# Wereldkampioenschappen turnen 2021
De wereldkampioenschappen turnen 2021 waren de 50ste editie van de wereldkampioenschappen (WK) turnen. Het toernooi vond plaats van 18 tot 24 oktober 2021 plaats in Kitakyushu in Japan.
Oorspronkelijk zou het kampioenschap gehouden worden in Kopenhagen, Denemarken, maar in juli 2020 deelde de Deense federatie mee dat ze zich terugtrokken als gastland. In november deelde de FIG mee dat Kitakyushu Kopenhagen zal vervangen als gastplaats.

## Programma
| Q | Kwalificaties | Goud | Finale |

### Mannen
| Onderdeel            | 18 okt | 19 okt | 20 okt | 21 okt | 22 okt | 23 okt | 24 okt |
| -------------------- | ------ | ------ | ------ | ------ | ------ | ------ | ------ |
| Kwalificaties        |        | Q      | Q      |        |        |        |        |
| Individuele meerkamp |        |        |        |        | Goud   |        |        |
| Vloer                |        |        |        |        |        | Goud   |        |
| Paard (voltige)      |        |        |        |        |        | Goud   |        |
| Ringen               |        |        |        |        |        | Goud   |        |
| Sprong               |        |        |        |        |        |        | Goud   |
| Brug                 |        |        |        |        |        |        | Goud   |
| Rekstok              |        |        |        |        |        |        | Goud   |
| Totaal               |        |        |        |        |        |        |        |

### Vrouwen
| Onderdeel            | 18 okt | 19 okt | 20 okt | 21 okt | 22 okt | 23 okt | 24 okt |
| -------------------- | ------ | ------ | ------ | ------ | ------ | ------ | ------ |
| Kwalificatie         | Q      | Q      |        |        |        |        |        |
| Individuele meerkamp |        |        |        | Goud   |        |        |        |
| Sprong               |        |        |        |        |        | Goud   |        |
| Brug ongelijk        |        |        |        |        |        | Goud   |        |
| Balk                 |        |        |        |        |        |        | Goud   |
| Vloer                |        |        |        |        |        |        | Goud   |
| Totaal               |        |        |        |        |        |        |        |

## Resultaten

### Mannen

#### Meerkamp individueel
| Rang   | Gymnast | Gymnast         |        |        |        |        |        |        | Totaal |
| ------ | ------- | --------------- | ------ | ------ | ------ | ------ | ------ | ------ | ------ |
| Goud   | CHN     | Boheng Zhang    | 14.883 | 13.466 | 14.600 | 14.866 | 15.366 | 14.800 | 87.981 |
| Zilver | JPN     | Daiki Hashimoto | 14.833 | 14.166 | 13.966 | 14.800 | 15.066 | 15.133 | 87.964 |
| Brons  | UKR     | Illja Kovtoen   | 14.366 | 14.400 | 12.933 | 14.333 | 14.900 | 13.300 | 84.899 |

#### Vloer
| Rang   | Gymnast | Gymnast            | D-score | E-score | Penalty | Totaal |
| ------ | ------- | ------------------ | ------- | ------- | ------- | ------ |
| Goud   | ITA     | Nicola Bartolini   | 6.200   | 8.600   | 0       | 14.800 |
| Zilver | JPN     | Kazuki Minami      | 6.500   | 8.266   | 0       | 14.766 |
| Brons  | FIN     | Emil Soravuo       | 6.000   | 8.700   | 0       | 14.700 |
| 4      | KOR     | Sunghyun Ryu       | 6.500   | 8.100   | 0       | 14.600 |
| 5      | PHI     | Carlos Edriel Yulo | 6.600   | 8.266   | -0.3    | 14.566 |
| 6      | JPN     | Kazuma Kaya        | 5.900   | 8.633   | 0       | 14.533 |
| 7      | KAZ     | Milad Karimi       | 6.400   | 7.933   | 0       | 14.333 |
| 8      | GBR     | Hayden Skinner     | 6.500   | 7.900   | -0.3    | 14.100 |

#### Paard voltige
| Rang   | Gymnast | Gymnast            | D-score | E-score | Penalty | Totaal |
| ------ | ------- | ------------------ | ------- | ------- | ------- | ------ |
| Goud   | USA     | Stephen Nedoroscik | 6.500   | 8.766   |         | 15.266 |
| Zilver | CHN     | Hao Weng           | 6.600   | 8.300   |         | 14.900 |
| Zilver | JPN     | Kazuma Kaya        | 6.600   | 8.300   |         | 14.900 |
| 4      | KAZ     | Nariman Kurbanov   | 6.200   | 8.566   |         | 14.766 |
| 5      | USA     | Alec Yoder         | 6.500   | 8.266   |         | 14.766 |
| 6      | GBR     | Joshua Nathan      | 6.600   | 8.133   |         | 14.733 |
| 7      | CRO     | Filip Ude          | 6.100   | 7.733   |         | 13.833 |
| 8      | ARM     | Harutyun Merdinyan | 6.200   | 7.200   |         | 13.400 |

#### Ringen
| Rang   | Gymnast | Gymnast            | D-score | E-score | Penalty | Totaal |
| ------ | ------- | ------------------ | ------- | ------- | ------- | ------ |
| Goud   | CHN     | Xingyu Lan         | 6.400   | 8.800   |         | 15.200 |
| Zilver | ITA     | Marco Lodadio      | 6.300   | 8.566   |         | 14.866 |
| Brons  | ITA     | Salvatore Maresca  | 6.200   | 8.633   |         | 14.833 |
| Brons  | RGF     | Grigorii Klimentev | 6.200   | 8.633   |         | 14.833 |
| 5      | AUT     | Vinzenz Hoeck      | 6.200   | 8.533   |         | 14.733 |
| 6      | TUR     | Ibrahim Colak      | 6.200   | 8.466   |         | 14.466 |
| 7      | CAN     | William Emard      | 6.000   | 8.533   |         | 14.533 |
| 8      | GBR     | Courtney Tulloch   | 6.200   | 8.000   |         | 14.200 |

#### Sprong
| Rang   | Gymnast | Gymnast            | D-score  | E-score  | Straf    | Score 1  | D-score  | E-score  | Straf    | Score 2  | Totaal |
| Rang   | Gymnast | Gymnast            | Sprong 1 | Sprong 1 | Sprong 1 | Sprong 1 | Sprong 2 | Sprong 2 | Sprong 2 | Sprong 2 | Totaal |
| ------ | ------- | ------------------ | -------- | -------- | -------- | -------- | -------- | -------- | -------- | -------- | ------ |
| Goud   | PHI     | Carlos Edriel Yulo | 5.600    | 9.200    |          | 14.800   | 5.600    | 9.433    |          | 15.033   | 14.916 |
| Zilver | JPN     | Hidenobu Yonekura  | 6.000    | 9.000    |          | 15.000   | 5.600    | 9.133    |          | 14.733   | 14.866 |
| Brons  | ISR     | Andrey Medvedev    | 5.600    | 8.933    |          | 14.533   | 5.600    | 9.166    |          | 14.766   | 14.649 |
| 4      | ITA     | Thomas Grasso      | 5.600    | 9.233    |          | 14.833   | 5.200    | 9.166    | -0.1     | 14.266   | 14.549 |
| 5      | KOR     | Hakseon Yang       | 5.600    | 9.166    |          | 14.766   | 6.000    | 8.033    |          | 14.033   | 14.399 |
| 6      | GBR     | Courtney Tulloch   | 5.600    | 8.700    |          | 14.300   | 5.600    | 8.866    |          | 14.466   | 14.383 |
| 7      | UKR     | Nazar Chepurnyi    | 5.600    | 9.266    |          | 14.866   | 5.600    | 7.933    | -0.1     | 13.433   | 14.149 |
| 8      | CAN     | William Emard      | 5.200    | 8.066    |          | 14.266   | 5.200    | 7.933    |          | 13.133   | 13.199 |

#### Brug
| Rang   | Gymnast | Gymnast            | D-score  | E-score | Totaal |        |
| ------ | ------- | ------------------ | -------- | ------- | ------ | ------ |
| Rang   | Goud    | CHN                | Xuwei Hu | 6.600   | 8.866  | 15.466 |
| Zilver | PHI     | Carlos Edriel Yulo | 6.400    | 8.900   | 15.300 |        |
| Brons  | CHN     | Cong Shi           | 6.000    | 9.066   | 15.066 |        |
| 4      | JPN     | Daiki Hashimoto    | 6.200    | 8.800   | 15.000 |        |
| 5      | USA     | Yul Moldauer       | 6.400    | 8.600   | 15.000 |        |
| 6      | JPN     | Kazuma Kaya        | 6.300    | 8.600   | 14.900 |        |
| 7      | BRA     | Caio Souza         | 6.100    | 8.466   | 15.566 |        |
| 8      | SUI     | Christian Baumann  | 6.200    | 6.133   | 12.333 |        |

#### Rekstok
| Rang   | Gymnast | Gymnast         | D-score | E-score | Totaal |
| ------ | ------- | --------------- | ------- | ------- | ------ |
| Goud   | CHN     | Xuwei Hu        | 6.700   | 8.466   | 15.166 |
| Zilver | JPN     | Daiki Hashimoto | 6.500   | 8.566   | 15.066 |
| Brons  | USA     | Brody Malone    | 6.500   | 8.466   | 14.966 |
| 4      | ITA     | Carlo Macchini  | 6.700   | 8.266   | 14.966 |
| 5      | KAZ     | Milad Karimi    | 6.400   | 8.433   | 14.833 |
| 6      | JPN     | Kohei Uchimura  | 6.600   | 8.000   | 14.600 |
| 7      | UKR     | Illja Kovtoen   | 6.000   | 8.166   | 14.166 |
| 8      | CYP     | Ilias Georgiou  | 5.800   | 7.866   | 13.666 |

### Vrouwen

#### Meerkamp individueel
| Rang   | Gymnast | Gymnast            |        |        |        |        | Totaal |
| ------ | ------- | ------------------ | ------ | ------ | ------ | ------ | ------ |
| Goud   | RGF     | Angelina Melnikova | 14.466 | 14.533 | 13.800 | 13.833 | 56.632 |
| Zilver | USA     | Leanne Wong        | 14.341 | 14.066 | 13.900 | 14.033 | 56.340 |
| Brons  | USA     | Kayla di Cello     | 14.600 | 12.766 | 13.400 | 13.800 | 54.566 |

#### Sprong
| Rang   | Gymnast | Gymnast            | D-score  | E-score  | Straf    | Score 1  | D-score  | E-score  | Straf    | Score 2  | Totaal |
| Rang   | Gymnast | Gymnast            | Sprong 1 | Sprong 1 | Sprong 1 | Sprong 1 | Sprong 2 | Sprong 2 | Sprong 2 | Sprong 2 | Totaal |
| ------ | ------- | ------------------ | -------- | -------- | -------- | -------- | -------- | -------- | -------- | -------- | ------ |
| Goud   | BRA     | Rebeca Andrade     | 6.000    | 9.133    | 0        | 15.133   | 5.400    | 9.400    | 0        | 14.800   | 14.966 |
| Zilver | ITA     | Asia D'Amato       | 5.400    | 8.733    | 0        | 14.133   | 5.200    | 8.833    | 0        | 14.033   | 14.083 |
| Brons  | RGF     | Angelina Melnikova | 5.400    | 9.033    | 0        | 14.433   | 4.800    | 8.700    | 0        | 13.500   | 13.966 |

#### Brug ongelijk
| Rang   | Gymnast | Gymnast        | D-score | E-score | Totaal |
| ------ | ------- | -------------- | ------- | ------- | ------ |
| Goud   | CHN     | Xiaoyuan Wei   | 6.500   | 8.233   | 14.733 |
| Zilver | BRA     | Rebeca Andrade | 5.900   | 8.733   | 14.633 |
| Brons  | CHN     | Rui Luo        | 6.200   | 8.433   | 14.633 |

#### Balk
| Rang   | Gymnast | Gymnast               | D-score | E-score | Straf | Totaal |
| ------ | ------- | --------------------- | ------- | ------- | ----- | ------ |
| Goud   | JPN     | Urara Ashikawa        | 5.900   | 8.200   |       | 14.100 |
| Zilver | GER     | Pauline Schaefer-Betz | 5.400   | 8.400   |       | 13.800 |
| Brons  | JPN     | Mai Murakami          | 5.800   | 7.933   |       | 13.733 |

#### Vloer
| Rang   | Gymnast | Gymnast            | D-score | E-score | Straf | Totaal |
| ------ | ------- | ------------------ | ------- | ------- | ----- | ------ |
| Goud   | JPN     | Mai Murakami       | 5.800   | 8.266   |       | 14.066 |
| Zilver | RGF     | Angelina Melnikova | 5.600   | 8.400   |       | 14.000 |
| Brons  | USA     | Leanne Wong        | 5.700   | 8.133   |       | 13.833 |

## Medaillespiegel
| № | land | Goud | Zilver | Brons | totaal |
| 1 | CHN  | 5    | 1      | 2     | 8      |
| 2 | JPN  | 2    | 5      | 1     | 8      |
| 3 | ITA  | 1    | 2      | 1     | 4      |
| 4 | USA  | 1    | 1      | 3     | 5      |
| 5 | RGF  | 1    | 1      | 2     | 4      |
| 6 | BRA  | 1    | 1      | 0     | 2      |
| 6 | PHI  | 1    | 1      | 0     | 2      |
| 8 | GER  | 0    | 1      | 0     | 1      |
| 9 | FIN  | 0    | 0      | 1     | 1      |
| 9 | ISR  | 0    | 0      | 1     | 1      |
| 9 | UKR  | 0    | 0      | 1     | 1      |